# أسانو ناغاساتو
أسانو ناغاساتو (永里 亜紗乃) (مواليد 24 يناير 1989)، هي لاعبة كرة قدم كانت تلعب كمهاجم. ولعبت مع منتخب اليابان لكرة القدم للسيدات.

## وصلات خارجية
- أسانو ناغاساتو على موقع الاتحاد الدولي (مؤرشف)  (الإنجليزية)
- أسانو ناغاساتو على موقع الاتحاد الأوربي (الإنجليزية)
- أسانو ناغاساتو على موقع قاعدة بيانات كرة القدم.إي يو (الإنجليزية)
- أسانو ناغاساتو على موقع Soccerway.com (الإنجليزية)
- أسانو ناغاساتو على موقع عالم كرة القدم.نت (الإنجليزية)
- أسانو ناغاساتو على موقع الاتحاد الدولي (مؤرشف)  (الإنجليزية)
- أسانو ناغاساتو على موقع الاتحاد الأوربي (الإنجليزية)
- أسانو ناغاساتو على موقع قاعدة بيانات كرة القدم.إي يو (الإنجليزية)
- أسانو ناغاساتو على موقع Soccerway.com (الإنجليزية)
- أسانو ناغاساتو على موقع عالم كرة القدم.نت (الإنجليزية)